# 교통수단

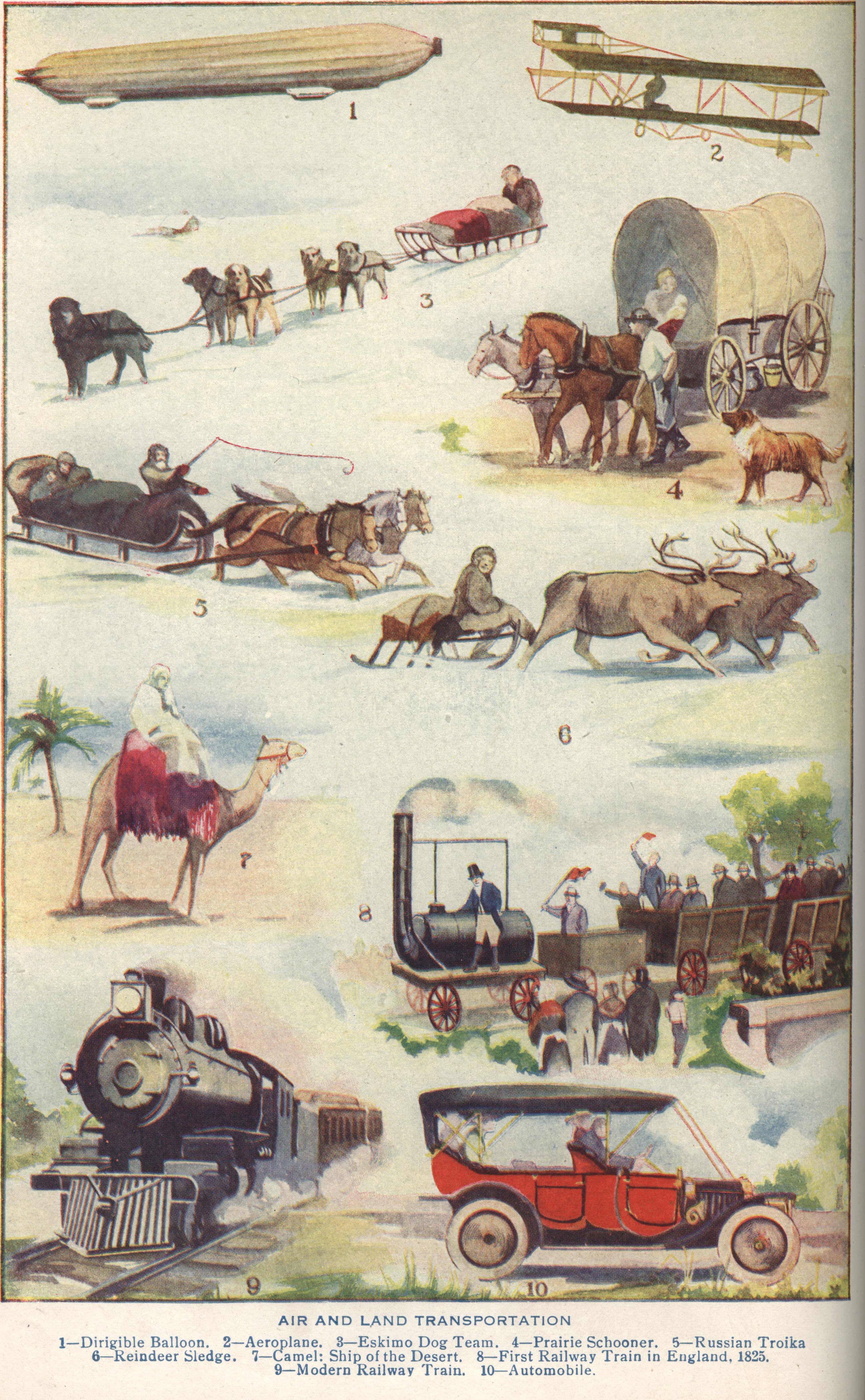
각종 교통수단의 변천사

교통수단(Mode of transport, 交通輸段)은 버스, 택시, 여객선, 항공기, 렌터카, 카풀, 비행기등 다양하게 수송할 수 있는 대중교통 체계를 말한다. 또한 동물을 교통수단으로 쓰는 경우는 말, 당나귀, 낙타, 개 등이 대표적이다. 산업 혁명이 부흥하게 되지 못한 시절의 주요 교통수단으로는 말, 당나귀 등의 동물이나 일부 가축을 이동수단으로도 활용하였고 지상파 방송사의 사극 드라마에서도 말을 교통수단으로 쓰는 장면이 목격된 것으로 나와 있다. 그리고 말의 경우 마차를 주로 쓰기 때문이다. 말고기 문서에 따르면, 말고기가 금지되어 있는 것과 연관된 내용이 있기 때문이다.
- 설명: 많은 인원이 승차할 수 있는 대형 승 합차이다. 택시와 달리 요금이 비교적 저렴 하며 시내버스는 지하철과 함께 도시 내의 교통을 담당하는 대표적인 교통수단이다. 다른 나라에는 영국 2층 버스 등이 있는데 영국 이동수단 하면 대표적으로 떠오르는 것이 2층 버스이다.  장점: 한번에 많은 사람들이 이동할 수 있 다. 노선을 다양하게 만들 수 있다. 택시에 비하면 요금이 저렴하다.  단점: 교통체증에 시달릴 수 있다.